# Université agraire d'État de Saratov
L’université agraire d'État de Saratov (en russe : Саратовский государственный аграрный университет имени Н. И. Вавилова, СГАУ, abréviation SGAU) est la plus ancienne université agricole de la région de la Volga. Elle se trouve dans la ville de Saratov au bord de la Volga et porte le nom de Nikolaï Vavilov. Actuellement, elle comprend six facultés. Beaucoup de biologistes talentueux ont travaillé ici, un grand nombre de variétés de cultures agricoles y ont été sélectionnées.

## Histoire
C'est en 1913 qu'est fondée à Saratov une école supérieure d'agriculture afin de former des agronomes. Le premier contingent d'étudiants s'élève à 105. L'un des fondateurs et premier directeur en est le professeur Boris Kharlampievitch Medvedev. Il s'entoure des meilleurs pédagogues de Saratov de cette époque : Bogomolets, Biroukov, Dodonov, Zalenski, Zernov, etc. Le 5 avril 1918, elle est renommée en institut agricole de Saratov ; mais le 20 septembre de cette même année celui-ci doit fusionner avec l'université d'État de Saratov et en devient une de ses facultés, la faculté d'agronomie. Le généticien Nikolaï Vavilov y enseigne entre 1917 et 1921.
En mai 1922, la faculté d'agronomie redevient institut à part entière qui est dirigé par le professeur Zalenski et en 1923 on y ajoute une faculté de bonification des terres. Au début du XXe siècle, des établissements d'enseignement concernant d'autres domaines agricoles avaient déjà été ouverts à Saratov, comme l'institut d'État de zootechnie et de médecine vétérinaire, l'institut de mécanisation et d'électrification de l'agriculture. Le 18 décembre 1997, les trois établissements (devenus l'académie agricole d'État Vavilov, l'université d'État d'agro-ingénierie de Saratov et l'académie d'État de médecine vétérinaire et de biotechnologie) fusionnent entre eux pour former l'université agraire nationale Vavilov de Saratov). Ce sont aujourd'hui les complexes universitaires n° 1, n° 2 et n° 3.

## Facultés
En 2016, l'université dispose de six facultés :
- faculté d'agronomie ;
- faculté d'économie et de management ;
- faculté d’ingénierie et de gestion de l'environnement ;
- faculté de médecine vétérinaire, de biotechnologie et de technologie alimentaire ;
- institut d'enseignement par correspondance et de formation professionnelle complémentaire ;
- institut des programmes éducatifs internationaux.